# Liste des administrateurs coloniaux en Oubangui-Chari
Ci-dessous la liste des administrateurs coloniaux en Oubangui-Chari de 1903 à 1960, et de leurs prédécesseurs depuis le début de la souveraineté française en 1894. La fonction a vu son titre évoluer comme suit :
- 1894-1897 : Commandant supérieur de l'Oubangui
- 1897-1906 : Lieutenant-Gouverneur du Haut-Oubangui
- 1906-1920 : Lieutenant-Gouverneur de l'Oubangui-Chari-Tchad
- 1920-1934 : Lieutenant-Gouverneur de l'Oubangui-Chari
- 1934-1937 : Délégué du Gouverneur général de l'Afrique-Équatoriale française à Bangui pour l'Oubangui-Chari-Tchad
- 1938-1939 : Délégué du Gouverneur général de l'Afrique-Équatoriale française pour l'Oubangui-Chari
- 1939-1958 : Chef de territoire de l'Oubangui-Chari
- 1958-1960 : Haut-commissaire

## Administrateurs enOubangui-Chari
| Période | Titulaire                                              | Notes                                             |
| --- | ------------------------------------------------------ | ------------------------------------------------- |
| Souveraineté Française                                                                                                  |                                                        |                                                   |
| 10 février 1894 au 13 juillet 1894                                                                                      | Eugène Decazes, Directeur                              |                                                   |
| Haut-Oubangui |                                                        |                                                   |
| 13 juillet 1894 au 20 octobre 1894                                                                                      | Eugène Decazes, Commandant supérieur                   |                                                   |
| 20 octobre 1894 à 1897                                                                                                  | Victor Liotard, Commissaire du gouvernement            | Gouverneur de 4e classe des colonies              |
| de 1897 à 1900 | Victor Liotard, Lieutenant-gouverneur                  |                                                   |
| de 1900 au 29 décembre 1903                                                                                             | Adolphe Cureau, Lieutenant-gouverneur                  |                                                   |
| Oubangui-Chari |                                                        |                                                   |
| du 29 décembre 1903 à mai 1904                                                                                          | Adolphe Cureau, Lieutenant-gouverneur                  |                                                   |
| de mai 1904 au 22 août 1905                                                                                             | Alphonse Iaeck, Gouverneur délégué par intérim         |                                                   |
| du 22 août 1905 au 16 février 1906                                                                                      | Victor Emmanuel Merlet, Gouverneur délégué par intérim |                                                   |
| du 16 février 1906 au 25 décembre 1906                                                                                  | Louis Paul Émilien Lamy, Gouverneur délégué            | par intérim à partir du 4 avril 1906              |
| Oubangui-Chari-Tchad, (territoire de la colonie du Congo Français, qui deviendra Afrique-Équatoriale française en 1910) |                                                        |                                                   |
| du 4 avril 1906 au 28 février 1909                                                                                      | Émile Merwart, Lieutenant-gouverneur                   | Gouverneur de 3e classe des colonies              |
| du 28 février 1909 au 5 août 1910                                                                                       | Lucien Fourneau, Lieutenant-gouverneur par intérim     | Administrateur en chef                            |
| du 5 août 1910 au 10 juin 1911                                                                                          | Paul Adam, Lieutenant-gouverneur par intérim           | Administrateur en chef                            |
| du 10 juin 1911 au 12 octobre 1916                                                                                      | Frédéric Estèbe, Lieutenant-gouverneur                 | Gouverneur de 3e classe des colonies              |
| du 12 octobre 1916 au 17 juillet 1917                                                                                   | Victor Merlet, Lieutenant-gouverneur                   | Gouverneur de 3e classe des colonies              |
| du 17 juillet 1917 au 16 mai 1919                                                                                       | Auguste Lamblin, Lieutenant-gouverneur par intérim     | Administrateur en chef                            |
| du 16 mai 1919 au 31 août 1920                                                                                          | Auguste Lamblin, Lieutenant-gouverneur                 | Gouverneur de 3e classe des colonies              |
| Oubangui-Chari (séparation du Tchad)                                                                                    |                                                        |                                                   |
| du 31 août 1920 à décembre 1921                                                                                         | Alphonse Diret, Lieutenant-gouverneur par intérim      | Administrateur en chef                            |
| de décembre 1921 au 7 août 1923                                                                                         | Auguste Lamblin, Lieutenant-gouverneur                 | Gouverneur de 2e classe des colonies              |
| du 7 août 1923 à novembre 1924                                                                                          | Pierre Frangois, Lieutenant-gouverneur par intérim     | Administrateur en chef                            |
| de novembre 1924 au 1er juillet 1926                                                                                    | Auguste Lamblin, Lieutenant-gouverneur                 | Gouverneur de 1re classe des colonies             |
| du 1er juillet 1926 à juillet 1928                                                                                      | Georges Prouteaux, Lieutenant-gouverneur par intérim   | Administrateur en chef                            |
| de juillet 1928 au 22 octobre 1929                                                                                      | Auguste Lamblin, Lieutenant-gouverneur                 | Gouverneur de 1re classe des colonies             |
| du 22 octobre 1929 au 30 octobre 1930                                                                                   | Georges Prouteaux, Lieutenant-gouverneur par intérim   | Administrateur en chef                            |
| du 30 octobre 1930 au 8 mars 1933                                                                                       | Adolphe Deitte, Lieutenant-gouverneur                  | Gouverneur de 3e classe des colonies              |
| du 8 mars 1933 à février 1934                                                                                           | Pierre Bonnefont, Lieutenant-gouverneur par intérim    | Administrateur en chef                            |
| de février 1934 au 17 août 1934                                                                                         | Adolphe Deitte, Lieutenant-gouverneur                  | Gouverneur de 2e classe des colonies              |
| Oubangui-Chari-Tchad |                                                        |                                                   |
| du 17 août 1934 au 21 mai 1935                                                                                          | Adolphe Deitte, Délégué du Gouverneur général à Bangui | Gouverneur de 2e classe des colonies              |
| du 21 mai 1935 au 30 mai 1936                                                                                           | Richard Brunot, Gouverneur délégué                     | Gouverneur de 3e classe des colonies              |
| du 30 mai 1936 au 24 octobre 1936                                                                                       | Pierre Bonnefont, Gouverneur délégué par intérim       | Administrateur en chef                            |
| du 24 octobre 1936 au 31 décembre 1937                                                                                  | Max Masson de Saint-Félix, Gouverneur délégué          | Gouverneur de 3e classe des colonies              |
| Oubangui-Chari (séparation du Tchad)                                                                                    |                                                        |                                                   |
| du 31 décembre 1937 au 28 mars 1939                                                                                     | Max Masson de Saint-Félix, Gouverneur                  | Gouverneur de 3e classe des colonies              |
| du 28 mars 1939 au 15 juillet 1941                                                                                      | Pierre de Saint-Mart, Gouverneur par intérim           | Administrateur en chef                            |
| du 15 juillet 1941 au 30 mai 1942                                                                                       | Pierre de Saint-Mart, Gouverneur                       | Gouverneur de 3e classe des colonies              |
| du 30 mai 1942 au 30 juillet 1942                                                                                       | André Latrille, Gouverneur par intérim                 | Administrateur en chef                            |
| du 30 juillet 1942 au 3 avril 1946                                                                                      | Henri Sautot, Gouverneur                               | Gouverneur de 3e classe des colonies              |
| du 3 avril 1946 au 24 mai 1946                                                                                          | Jean Chalvet, Gouverneur                               | Gouverneur de 3e classe des colonies              |
| du 24 mai 1946 à octobre 1946                                                                                           | Henri Latour, Gouverneur par intérim                   | Administrateur en chef                            |
| Territoire d'outre-mer                                                                                                  |                                                        |                                                   |
| de octobre 1946 au 25 avril 1948                                                                                        | Jean Chalvet, Gouverneur                               | Gouverneur de 3e classe des colonies              |
| du 25 avril 1948 au 1er décembre 1948                                                                                   | Jean Mauberna, Gouverneur par intérim                  | Administrateur de 1re classe                      |
| du 1er décembre 1948 au 27 janvier 1949                                                                                 | Auguste Even, Gouverneur par intérim                   | Administrateur de 1re classe                      |
| du 27 janvier 1949 au 4 janvier 1950                                                                                    | Pierre Delteil, Gouverneur                             | Gouverneur de 1re classe de la France d'Outre-mer |
| du 4 janvier 1950 au 1er mars 1950                                                                                      | Auguste Even, Gouverneur par intérim                   | Administrateur de 1re classe                      |
| du 1er mars 1950 au 9 juillet 1951                                                                                      | Ignace Colombani, Gouverneur                           | Gouverneur de 3e classe de la France d'Outre-mer  |
| du 9 juillet 1951 au 19 octobre 1951                                                                                    | Pierre Raynier, Gouverneur par intérim                 | Administrateur en chef                            |
| du 19 octobre 1951 au 16 février 1954                                                                                   | Aimé Grimald, Gouverneur                               | Gouverneur de 3e classe de la France d'Outre-mer  |
| du 16 février 1954 au 23 mars 1955                                                                                      | Louis Sanmarco, Gouverneur par interim                 | Administrateur en chef                            |
| du 23 mars 1955 au 29 janvier 1958                                                                                      | Louis Sanmarco, Gouverneur                             | Gouverneur de 3e classe de la France d'Outre-mer  |
| du 29 janvier 1958 au 1er décembre 1958                                                                                 | Paul Bordier, Gouverneur                               | Gouverneur de 3e classe de la France d'Outre-mer  |
| République centrafricaine                                                                                               | autonomie                                              | autonomie                                         |
| du 1er décembre 1958 au 14 août 1960                                                                                    | Paul Bordier, Haut Commissaire                         |                                                   |
| 13 août 1960 | Indépendance de la République centrafricaine           | Indépendance de la République centrafricaine      |